# Silver Bay, Minnesota
Silver Bay là một thành phố thuộc quận Lake, tiểu bang Minnesota, Hoa Kỳ. Năm 2010, dân số của thành phố này là 1887 người.

## Dân số
- Dân số năm 2000: 2068 người.
- Dân số năm 2010: 1887 người.